# Юшково (Нюксенський район)
Ю́шково (рос. Юшково) — присілок у складі Нюксенського району Вологодської області, Росія. Входить до складу Городищенського сільського поселення.

## Населення
Населення — 87 осіб (2010; 96 у 2002).
Національний склад (станом на 2002 рік):
- росіяни — 100 %